# Xplicitos
Xplicitos est un groupe colombien de hip-hop, originaire de Medellín.

## Histoire
Le groupe se forme en 2001, et se fait connaître grâce à son style aux paroles claires et précises, pour avoir participé à l'édition 2017 du Festival international Altavoz, et pour sa participation à d'autres enregistrements de la scène rap colombienne comme Métrico (Entre poetas y escritos), Unión Estratégica (Sinergia), Korte Arkana (Entre la realidad y la ficción), Lenguaje Lirical (Gracias a la vida), Barriología (Manifiesto contra el silencio), parmi d'autres.
Xplicitos fait preuve d'originalité, de polyvalence et d'éloquence dans chacune de ses chansons, dans le but d'attirer un public plus jeune et de générer un souvenir positif parmi les auditeurs. Ils cherchent à être reconnus en tant que groupe et à devenir une marque de référence sur la scène hip-hop colombienne et latino-américaine.

## Discographie

### Albums studio
- 2004 : No son simples palabras
- 2006 : Estilo fáctico
- 2008 : Pon cuidado
- 2011 : Antagonistas
- 2012 : Fluye letal
- 2014 : La xelecta[5],[6]
- 2015 : Buen provecho
- 2017 : Fuerte disciplina

### Singles
- 2011 : Te Debo la sonorisa
- 2011 : Maldito precio
- 2012 : Alto asalto
- 2012 : Fluye letal
- 2012 : Santa diabla
- 2014 : Besos de adrenalina
- 2021 : Por lo alto

### Collaborations
- 2007 : La Conquista (avec Métrico)
- 2011 : Conspiración por la paz
- 2020 : Slow Motion (avec Jr. Ruiz)